# Godisprinsen
Godisprinsen var tidigare en fristående lösgodisleverantör, senare ett lösgodiskoncept från Candyking.
Bolaget grundades 2005 av tre barndomsvänner från Vårby Gård i Huddinge kommun. Verksamheten inriktade sig då på att producera och sälja sockervadd på burk, en idé som Dani Evanoff (grundare och tidigare VD) fick vid ett gatustånd i Libanon där försäljaren frågade om de ville ha med sockervadden hem i en påse.
Karamellkungen, som var marknadsledande inom lösgodis i Sverige, ansåg att Godisprinsens varumärke och marknadskommunikation anspelade på deras varumärke lämnade därför i maj 2008 in en stämningsansökan till Stockholms tingsrätt där de krävde att Godisprinsen skulle byta namn och betala tre miljoner i skadestånd.
Konflikten upphörde hösten samma år när Karamellkungen köpte Godisprinsen. Godisprinsen finns därefter kvar som ett lösviktskoncept inom Candyking.

## Källhänvisningar
1. ↑  Karamellkungen stämmer Godisprinsen på miljoner, Dagens Media, 14 maj 2008
2. ↑  Karamellkungen stämmer Godisprinsen, Dagens Handel, 15 maj 2008
3. ↑  Karamellkungen slukar Godisprinsen, Resumé, 8 oktober 2008